# Jordan Clarke (football)
Pour les articles homonymes, voir Jordan Clarke et Clarke.
Jordan Lee Clarke (né le 19 novembre 1991 à Coventry au Royaume-Uni) est un footballeur anglais. Il évolue au poste de latéral droit pour le club d'Oldham Athletic.

## Biographie
Jordan Clarke est issu du centre de formation de Coventry City. En 2007-2008, il est capitaine de l'équipe des moins de 16 ans. Il signe un contrat professionnel avec le club lors de la saison suivante et joue son premier match le 9 août 2009, lors d'une rencontre de Championship opposant Coventry City à Ipswich Town (match remporté 2-1). Ce jour-là, il entre en jeu à la 63e minute en remplacement de David Bell. Tout au long de la saison, il joue 13 matchs, dont 12 en championnat.
La saison suivante, sa participation au jeu de l'équipe est plus importante encore puisqu'il joue 21 matchs de championnat.
Le 29 octobre 2014, il est prêté à Yeovil Town jusqu'en janvier 2015.
Arrivé en fin de contrat à l'issue de la saison 2019-2020, Scunthorpe United ne lui propose pas de prolonger son bail, à l'instar de 10 autres joueurs du groupe professionnel.
Le 22 juin 2021, il rejoint Oldham Athletic.

## Statistiques détaillées
| Saison      | Club          | Pays         | Championnat       | Coupes nationales |
| ----------- | ------------- | ------------ | ----------------- | ----------------- |
| 2009 - 2010 | Coventry City | Championship | 12 matchs         | 1 match           |
| 2010 - 2011 | Coventry City | Championship | 21 matchs / 1 but | 1 match           |
| 2011 - 2012 | Coventry City | Championship | -                 | -                 |

Dernière mise à jour le 27 août 2011